# Alignak
Dans la mythologie inuit, Alignak est le dieu de la lune et du temps (météorologie), de l'eau, de la marée et des tremblements de terre.